# Agios Vasilios (Laconia)
Agios Vasilios (en griego, Άγιος Βασίλειος) es un yacimiento arqueológico situado cerca de la localidad de Xirokampi, en el municipio de Esparta, Laconia, en Grecia. El yacimiento, que se halla en una colina donde hay una capilla bizantina de Agios Vasilios, se conoce desde 1956, pero las principales excavaciones han sido dirigidas desde 2008 por Adamantia Vasilogambrou.
En este yacimiento arqueológico se han encontrado los restos de un edificio palacial con un patio monumental y un centro de culto religioso de época micénica así como más de cuarenta tablillas de lineal B que indican que este asentamiento fue un destacado centro administrativo del área de Laconia. 
En el espacio que se ha interpretado como un centro de culto se han encontrado objetos votivos como estatuillas con forma de ganado y antropomórficas, entre las que destaca un ritón con forma de cabeza de toro. La cerámica hallada abarca un periodo comprendido entre los siglos XVII y XIII a. C. Entre los hallazgos se encuentran también fragmentos de pinturas al fresco, escarabeos egipcios, sellos y espadas de bronce. Se han hallado también enterramientos en tumbas de cista y tumbas de cámara. El asentamiento fue destruido por el fuego a finales del siglo XIV o principios del XIII a. C. y no fue reocupado hasta la Edad Media (siglos IX-X d. C.) Se ha sugerido que este lugar podría identificarse con la ciudad de Faris mencionada por Homero.